# Кирчев, Атанас
Атанас Илиев Кирчев (27 июля 1879, София, Княжество Болгария — 5 ноября 1912, София, Третье Болгарское царство) — болгарский актёр и театральный деятель.

## Биография
Дебютировал на сцене любительского театра в Варне.
Учился драматическому искусству с 1898 года в Санкт-Петербурге у Владимира Давыдова и в Берлине.
По возвращении на родину в 1901 году дебютировал в роли Фердинанда.
А. Кирчев проявил себя как героико-романический актёр. В период работы в труппе передвижного Свободного театра, первого постоянно действующего профессионального театра оперетты Болгарии играл: Рогожина («Идиот» по Достоевскому), Яго, Астрова, Кречинского; Ивана Грозного («Смерть Иоанна Грозного» А. К. Толстого), Антония («Юлий Цезарь» Шекспира) и др.
Роли А. Кирчев в болгарской драматургии: Огнянов («Под игом») и Борислав (о. п.) Вазова, Дайреджиев («Враги» Страшимирова) и др. Играл Несчастливцева; в этой роли актёр с гражданским пафосом обличал мир лжи и лицемерия. Тонкостью и глубиной реалистической трактовки отличалось его исполнение характерных ролей — Хлопов («Ревизор»), Тетерев («Мещане») и др.
Вместе с женой Еленой Снежиной был одним из основателей Национального театра имени Ивана Вазова.
Умер от туберкулёза.

## Память
- Именем А. Кирчева названа одна из улиц Софии.
- В декабре 1947 года выпущена почтовая марка Болгарии с его изображением.